# Cuisine singapourienne
La cuisine singapourienne reflète la diversité culturelle de la cité-état. Enclave chinoise dans le monde malais, on observe une grande variété de styles culinaires à la fois chinois, malais, mais également indonésien, anglais, indien, thaï, portugais, arabe, etc.

## Le melting-pot asiatique
La culture baba-nyonya ou peranakan, est l'ensemble des coutumes des Chinois venus à Singapour et en Malaisie comme marchands et qui ont peu à peu adopté le mode de vie local en se mariant notamment avec des Malaisiennes ou des Indonésiennes. Cet ensemble de cultures uniques a façonné la cuisine singapourienne.

## Les mets emblématiques
Les nouilles, la sauce soja, la sauce d'huître et les légumes-feuilles chinois sont associés aux piments, galanga, lait de coco, citron kaffir et tamarin venus de Malaisie. Les currys et les tandooris indiens font aussi la part belle à des plats multiculturels emblématiques comme le riz au poulet de Hainan, le curry de tête de poisson, les nouilles de Singapour ou le chili de crabe.

## Les desserts
Les desserts sont assez typiques de ce que l'on peut trouver en Asie du Sud-Est avec des gelées et puddings à base de riz gluant, de tapioca ou de taro, parfumées avec des fruits frais. De plus en plus de Singapouriens s'initient aux desserts occidentaux comme les crèmes glacées ou les gâteaux.

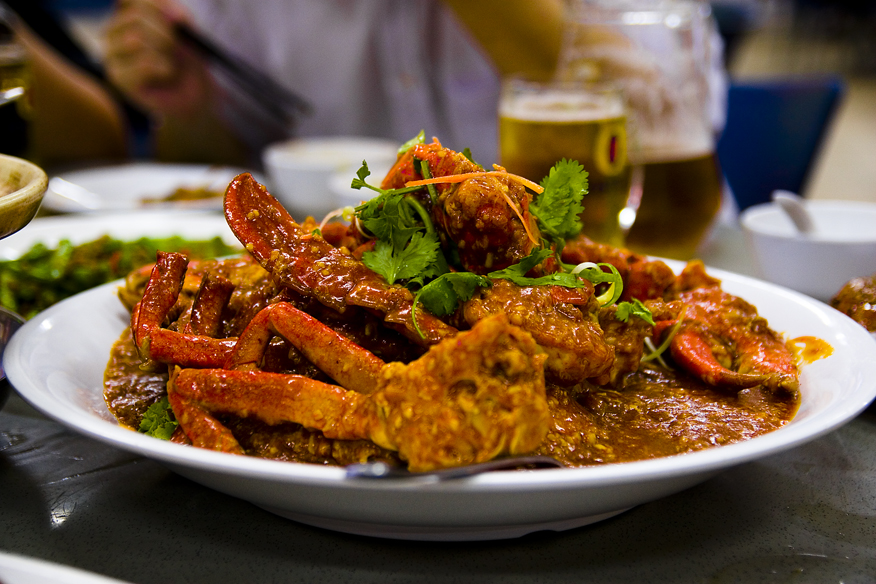
Chili de crabe.
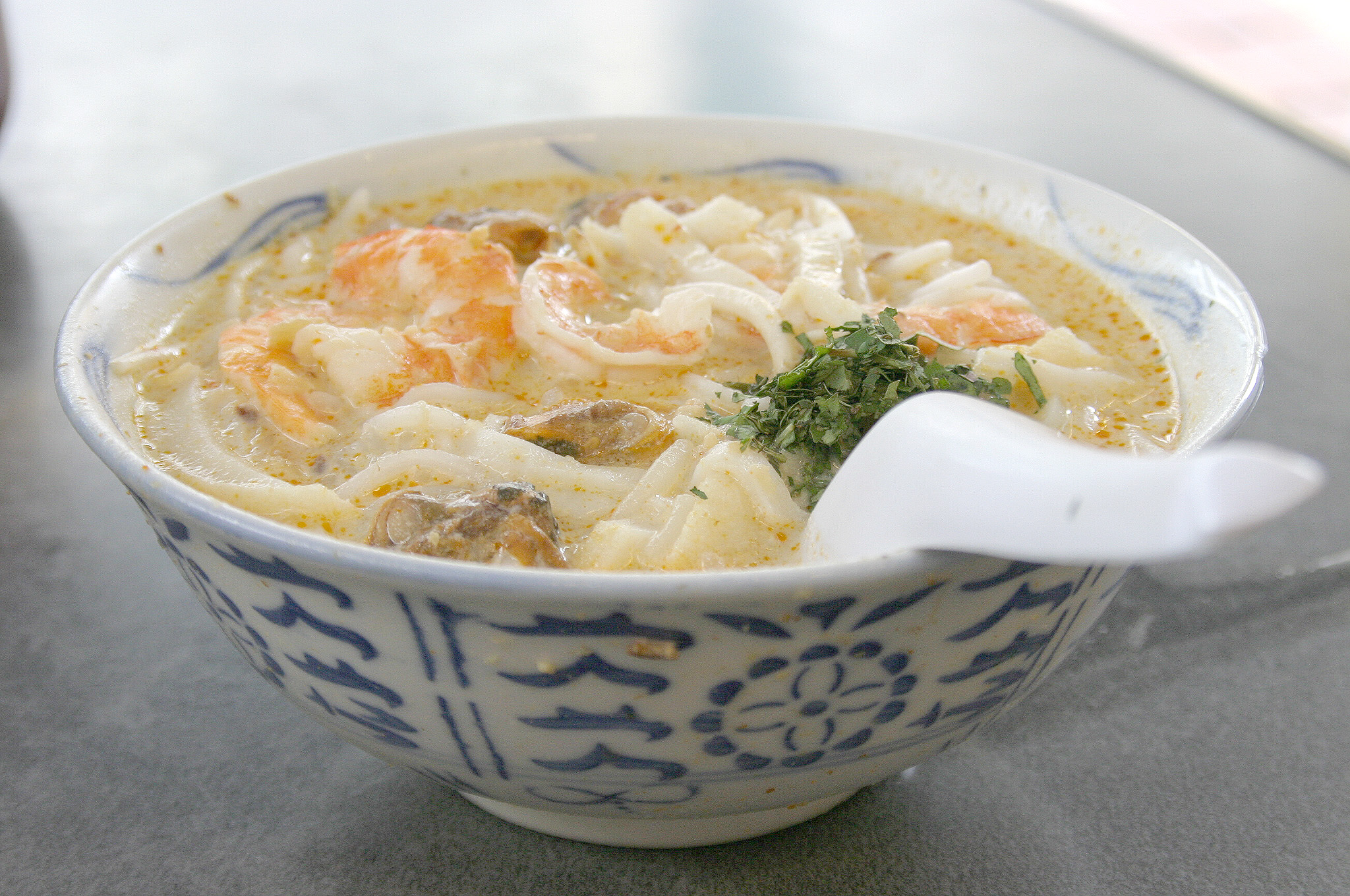
Laksa de crevettes.
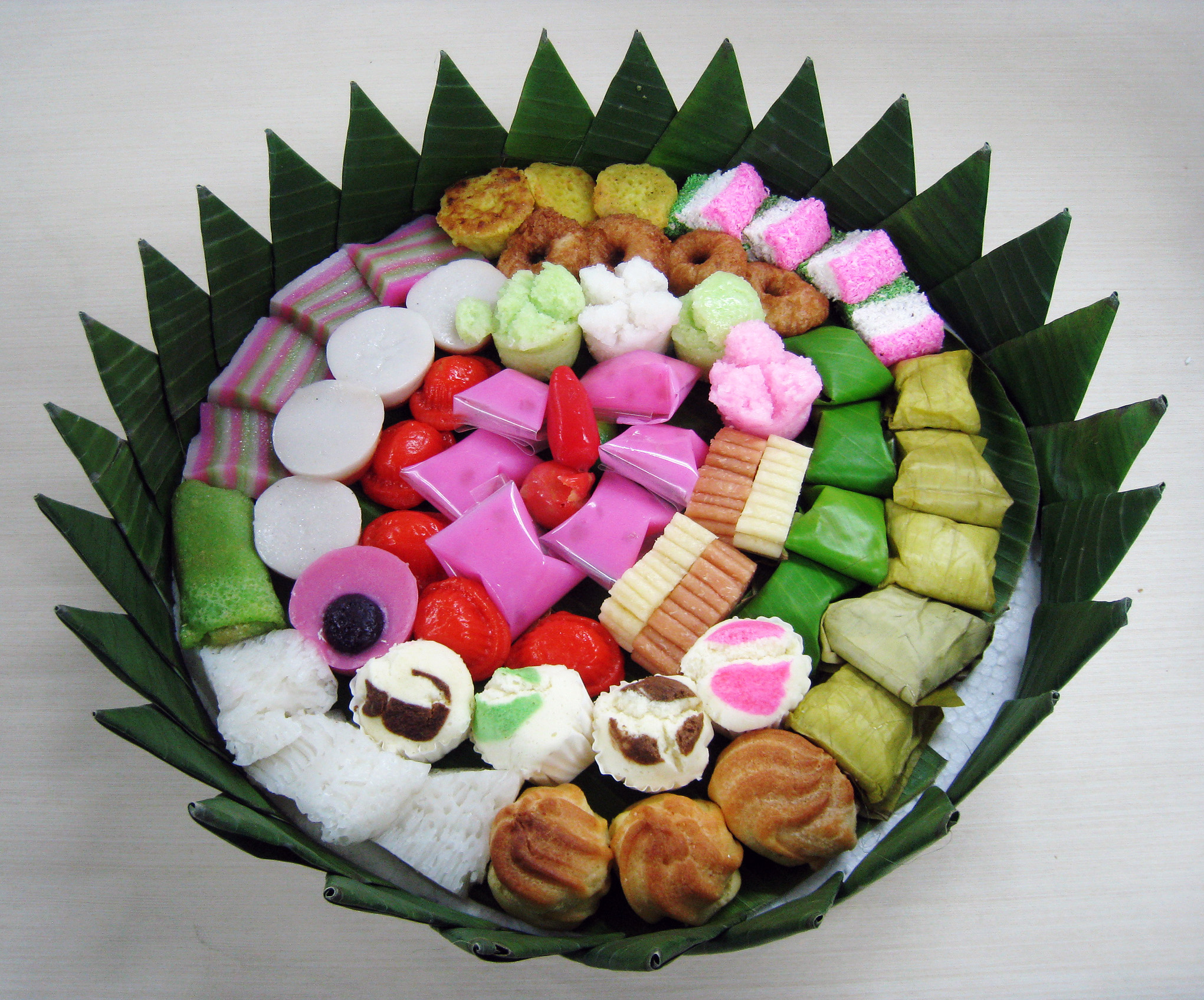
Sélections de kueh, petits gâteaux vapeur au riz.
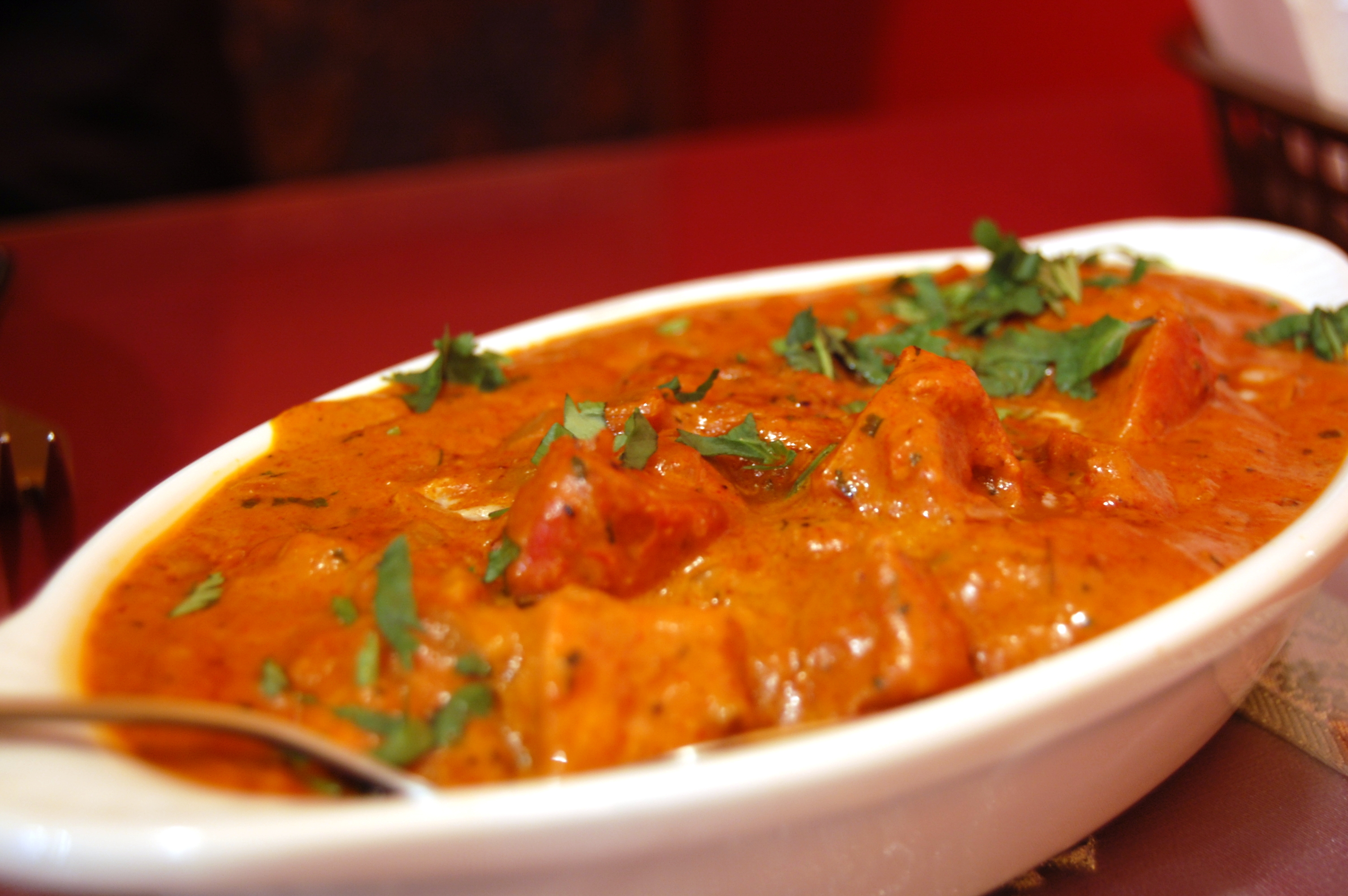
Poulet au beurre.
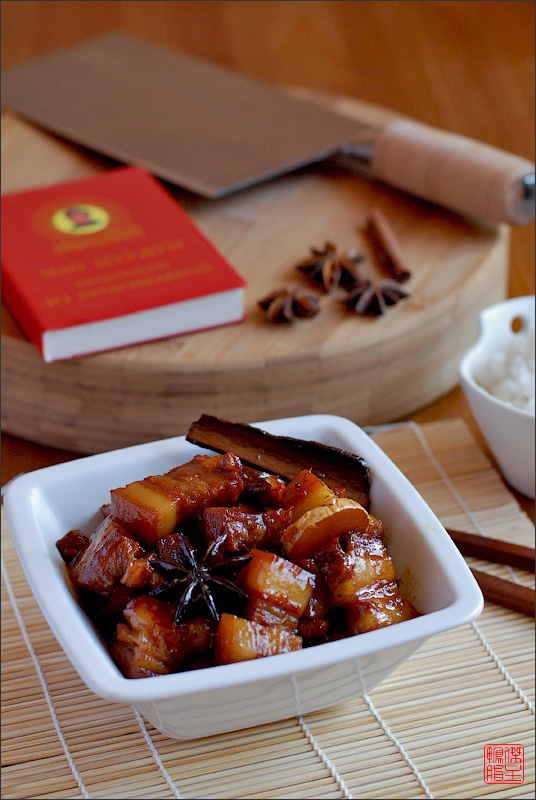
Hongshao rou, porc braisé au caramel.
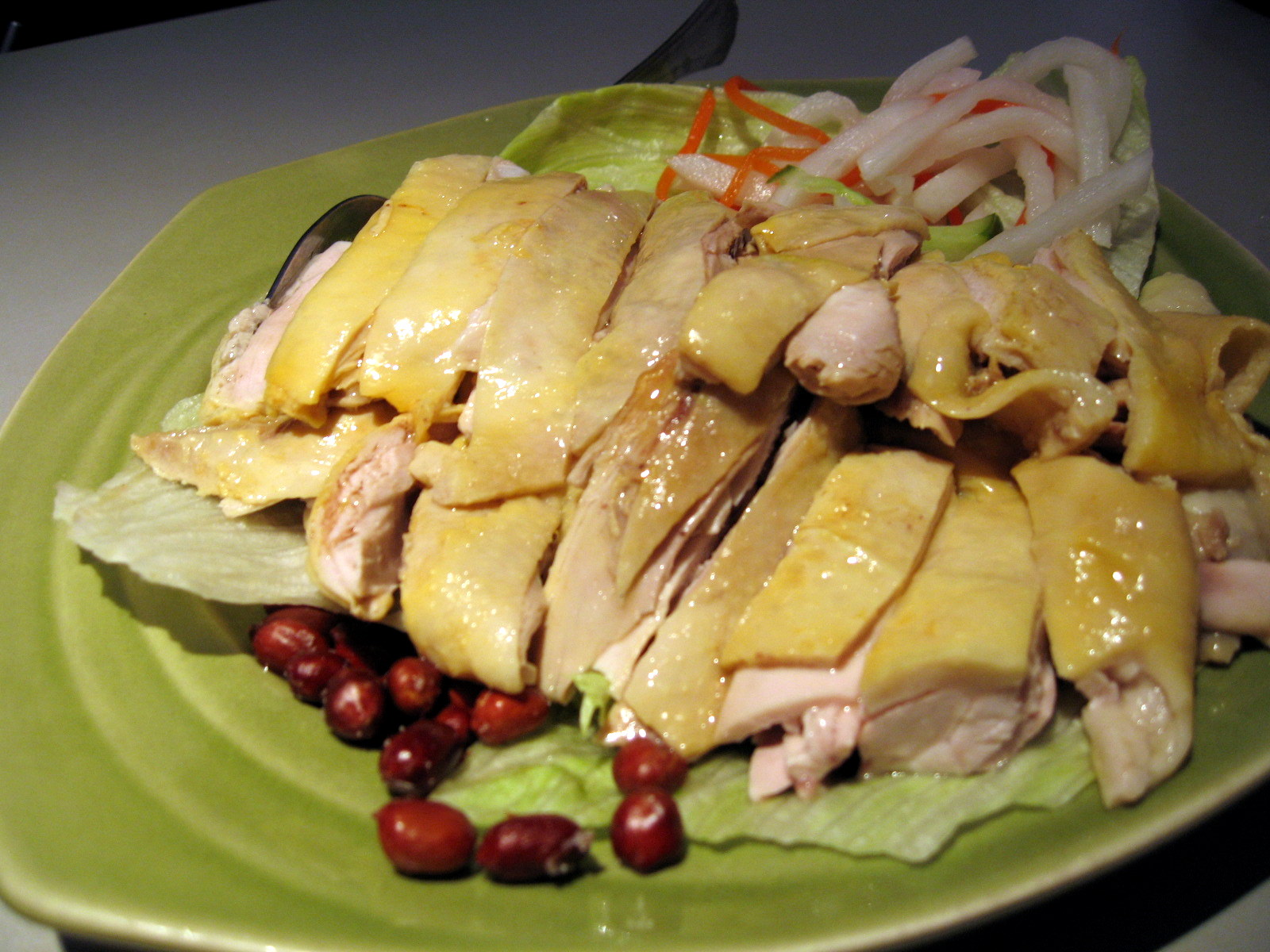
Poulet au riz de Hainan.